# Port lotniczy Horta
Port lotniczy Horta (IATA: HOR, ICAO: LPHR) – port lotniczy położony w miejscowości Castelo Blanco, na wyspie Faial, na Azorach.

## Linie lotnicze i połączenia
| Linia Lotnicza  | Kierunek                                        |
| --------------- | ----------------------------------------------- |
| Azores Airlines | 1. Lizbona                                      |
| SATA Air Açores | 1. Corvo 2. Flores 3. Ponta Delgada 4. Terceira |